# Татаупа бразильський
Татаупа бразильський (Crypturellus strigulosus) — вид птахів родини тинамових (Tinamidae).

## Поширення
Вид поширений у південній частині Амазонії на півночі Бразилії, Болівії та на сході Перу. Мешкає у тропічних низинних вологих лісах на висоті до 500 м над рівнем моря.

## Опис
Птах завдовжки близько 28 см. Його верхні частини червонувато-коричневого кольору, у нього рудувате горло, грудка сірого кольору і білуватий живіт з коричневими ніжками. Самиця має характерні чорні смуги, а її верхні частини мають вохряне забарвлення.

## Спосіб життя
Харчується переважно плодами, які збирає на землі та в низьких кущах. Він також харчується дрібними безхребетними, квітковими бруньками, молодим листям, насінням та корінням. Гніздо облаштовує на землі серед густої рослинності. Самці відповідають за інкубацію яєць, які можуть бути від кількох самиць. Також самці доглядають за пташенятами доки вони не стануть самостійними, зазвичай на 2-3 тижні.